# سمورچه بولر
سمورچه بولر (نام علمی: Tamias bulleri) نام یک گونه از سرده سمورچه است.